# Fábrica Hamsa
La fábrica Hamsa fue una de las sedes más importantes del movimiento okupa en Barcelona hasta su desalojo el 4 de agosto de 2004. Se encontraba en el barrio Hostafrancs de Barcelona.

## Historia
Anteriormente la fábrica HAMSA (Hierros y Aceros Moldeados S.A.) era una finca de más de 10 000 m² dedicada a la industria siderometalúrgica durante los años 1980, y que se dejó de utilizar en 1992.
En marzo de 1996, la antigua fábrica fue okupada. Los okupas utilizaron una pequeña parte para viviendas y reutilizaron otra parte (un pequeño edificio de oficinas, un edificio de talleres y una nave industrial) como centro social okupado.

### Desalojo
La fábrica funcionó como centro social okupado durante ocho años, hasta el 4 de agosto de 2004, en que fue desalojada por orden judicial para su posterior demolición. El día 7 de agosto fue reokupada a las 06:40 horas, pero fue abandonada de nuevo el mismo día debido a los destrozos realizados por la inmobiliaria. Durante esos días se produjeron diversas manifestaciones en Barcelona, de las que algunas fueron particularmente violentas. La del 4 de agosto, convocada a las 19:00 horas bajo el lema "Desde el 29 de marzo resistencia al desalojo: Hamsa contra las mafias inmobiliarias",[cita requerida] se saldó con cinco heridos y un detenido.

### Desmantelación
Las instalaciones fueron desmanteladas con la intención de transformar el lugar en una zona residencial y un espacio verde urbano. En 2008, la reurbanización del espacio se retrasó debido a la quiebra de una de las constructoras. En marzo de 2011, finalmente se inauguró la plaza Joan Pelegrí, aunque el concepto fue criticado por falta de vegetación.

## Galería

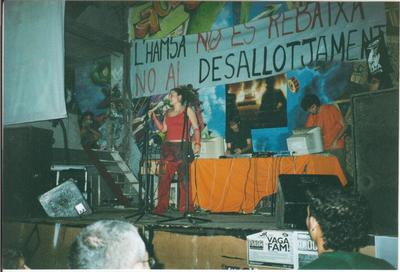
Concierto contra el desalojo (2004).
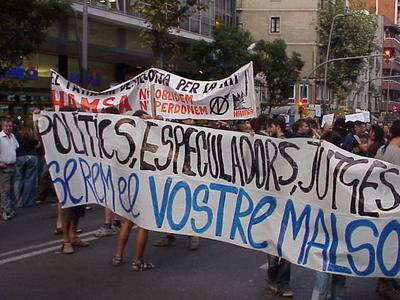
Manifestación contra el desalojo (2004).
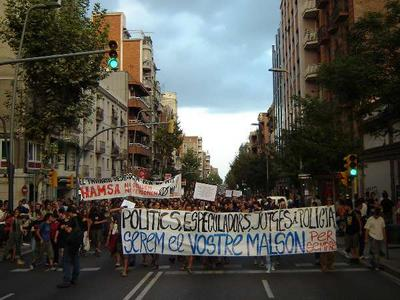
Cabecera de la manifestación contra el desalojo (2004).
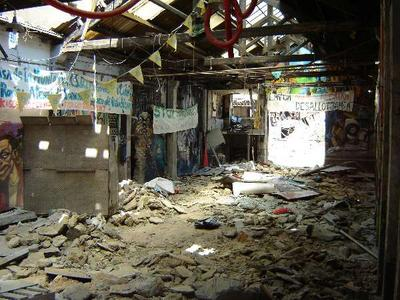
Ruinas del interior de la Fábrica Hamsa (2004).
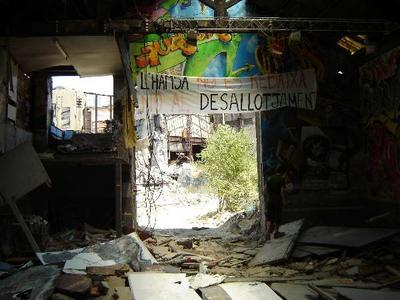
Pancarta entre las ruinas de la Fábrica Hamsa (2004).